# Эль-Табо
Эль-Табо (исп. El Tabo) — город в Чили. Административный центр одноимённой коммуны. Население города — 3823 человека (2002). Город и коммуна входит в состав провинции Сан-Антонио и области Вальпараисо.
Территория — 99 км². Численность населения — 13 286 жителей (2017). Плотность населения — 134,2 чел./км².

## Расположение
Город расположен в 45 км на юг от административного центра области города Вальпараисо и в 18 км на север от административного центра провинции города Сан-Антонио.
Коммуна граничит:
- на севере — с коммуной Эль-Киско
- на северо-востоке — с коммуной Касабланка
- на юге — с коммуной Картахена

На западе находится побережье Тихого океана.

## Демография
Согласно сведениям, собранным в ходе переписи 2017 года Национальным институтом статистики (INE), население коммуны составляет:
| Полное население                          | Полное население                          | Полное население                          | Полное население                          | Полное население                          | 13 286 |
| ----------------------------------------- | ----------------------------------------- | ----------------------------------------- | ----------------------------------------- | ----------------------------------------- | ------ |
| в том числе:                              | Городское население                       | 12 615                                    | Процент городского населения, %           | 94,95                                     |        |
|                                           | Сельское население                        | 671                                       | Процент сельского населения, %            | 5,05                                      |        |
|                                           | Мужское население                         | 6682                                      | Процент мужского населения, %             | 50,29                                     |        |
|                                           | Женское население\|                       | 6604                                      | Процент женского населения, %             | 49,71                                     |        |
| Плотность населения, чел/км²              | Плотность населения, чел/км²              | Плотность населения, чел/км²              | Плотность населения, чел/км²              | Плотность населения, чел/км²              | 134,2  |
| Население коммуны в % к населению области | Население коммуны в % к населению области | Население коммуны в % к населению области | Население коммуны в % к населению области | Население коммуны в % к населению области | 0,73   |

| Динамика изменения населения коммуны | Динамика изменения населения коммуны | Динамика изменения населения коммуны | Динамика изменения населения коммуны |
| ------------------------------------ | ------------------------------------ | ------------------------------------ | ------------------------------------ |
| 1992                                 | 2002\|                               | 2012\|                               | 2017                                 |
| 4513                                 | 7028▲                                | 8203▲                                | 13 286▲                              |

## Важнейшие населённые пункты[4]
| № | Населённый пункт | Населённый пункт (исп.) | Категория | Население (чел., 2002) | На карте                        |
| - | ---------------- | ----------------------- | --------- | ---------------------- | ------------------------------- |
| 1 | Эль-Табо         | El Tabo                 | город     | 3823                   | 33°27′17″ ю. ш. 71°40′09″ з. д. |
| 2 | Эль-Крусес       | Las Cruces              | город     | 2781                   | 33°29′59″ ю. ш. 71°37′26″ з. д. |